# Visegrád
Visegrád (pronunciado /ˈviʃɛgraːd/) o Visegrado (en checo: Vyšehrad) es una localidad de Hungría, al norte de Budapest, en el margen derecho del río Danubio. Tiene una población de 1.841 (1-1-2018). Visegrád es famosa por las ruinas del palacio de verano del rey Matías Corvino (renacentista) y por una ciudadela medieval.

## La fortaleza de Visegrád

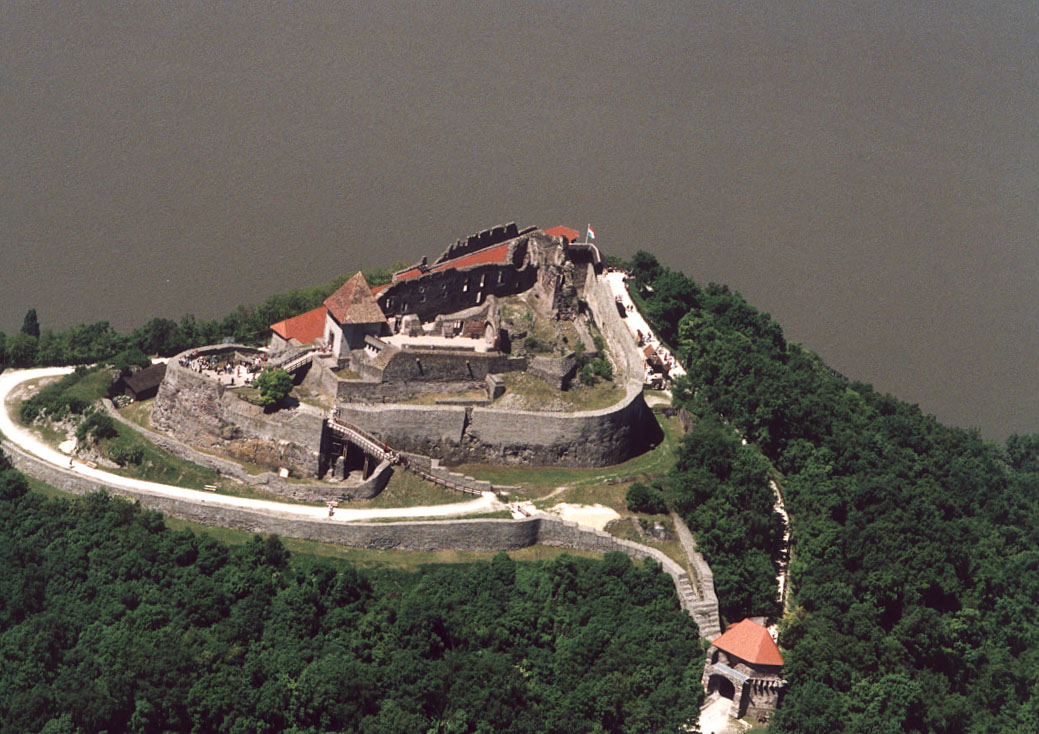
Monte del castillo.

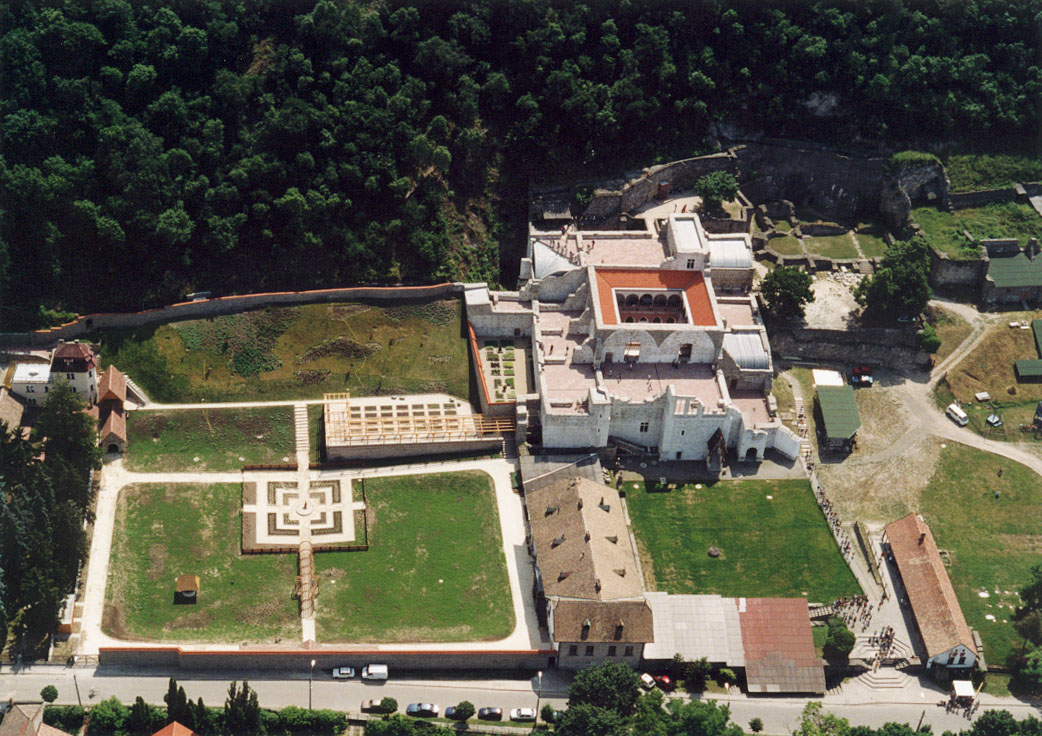
Palacio Real.

Fortificación construida por orden del rey Béla IV, que en la época medieval fue edificada en la cima del monte. También fueron erigidas la torre de Salomón y la torre de Agua, agrupando los edificios en forma amurallada, dándole un carácter defensivo.
Al pasar la Edad Media, la fortificación fue abandonada y con el tiempo quedó cubierta por tierra y piedras, hasta que en 1934 se descubrió una cripta, que permitió despertar el interés por la excavación y reconstrucción del castillo.
El palacio real al pie del monte, la capilla real y los almacenes reales fueron mandados construir por Carlos Roberto, Károly “Le Charolet”. Aquí se reunieron en 1335 los reyes de los países de Europa Central y el jefe de la orden de los caballeros teutónicos para discutir los métodos de defensa contra la dinastía de los Habsburgo.
Estuvo ocupada por los otomanos entre 1529 y el 18 de junio de 1684 cuando es tomada por las tropas Habsburgo comandadas por Carlos V de Lorena.

## Hechos relevantes
- 1335: el rey Carlos I Roberto de Hungría se reunió en Visegrád con el rey de Bohemia Juan de Luxemburgo y con el rey de Polonia Casimiro III el Grande para discutir los términos de una alianza militar contra los Habsburgo. Igualmente Carlos consiguió la paz entre el rey checo y el polaco y establecieron numerosos tratados que los beneficiarían económicamente a los tres.
- 1991: los gobernantes de Hungría, Checoslovaquia y Polonia se reunieron en Visegrád para crear un foro periódico de concentración, el Grupo Visegrád, también llamado V4.

## Personajes famosos de Visegrád
- Carlos Roberto I de Hungría nació en Visegrád en el año de 1288 y murió el 16 de febrero de 1342. Rey de Hungría y Croacia.
- Luis I de Hungría, llamado Luis el Grande, nació en Visegrád en el año de 1326 y murió en Nagyszombat en 1382, y fue rey de Hungría y Polonia a finales del siglo XIV. Hijo de Carlos Roberto y de Isabel Piast, hija de Vladislao I el Breve. Recibió su nombre en honor de su tío, San Luis de Tolosa.
- Federico "Fefe" Farfan, nacido en Gualeguaychú, Argentina en el año 2007, es el actual entrenador del equipo insignia de la ciudad, el Dinamo Visegrad. Fefe además es parte del famoso grupo Los Chacapapus.